# Тисмана (Мехединци)
Тисмана (рум. Tismana) насеље је у Румунији у округу Мехединци у општини Девесел. Oпштина се налази на надморској висини од 63 m.

## Становништво
Према попису из 2011. године у селу је живело 122 становника што је за 62 (33,70%) мање у односу на 2002. када је на попису било 184 становника.
| Етнички састав према попису из 2011.‍ | Етнички састав према попису из 2011.‍ | Етнички састав према попису из 2011.‍ | Етнички састав према попису из 2011.‍ | Етнички састав према попису из 2011.‍ |
| ------------------------------------ | ------------------------------------ | ------------------------------------ | ------------------------------------ | ------------------------------------ |
|                                      |                                      |                                      |                                      |                                      |
| Румуни                               | Румуни                               |                                      | 120                                  | 98,36%                               |
| Непознато                            | Непознато                            |                                      | 2                                    | 1,64%                                |